# Gautam (Bildhauer)

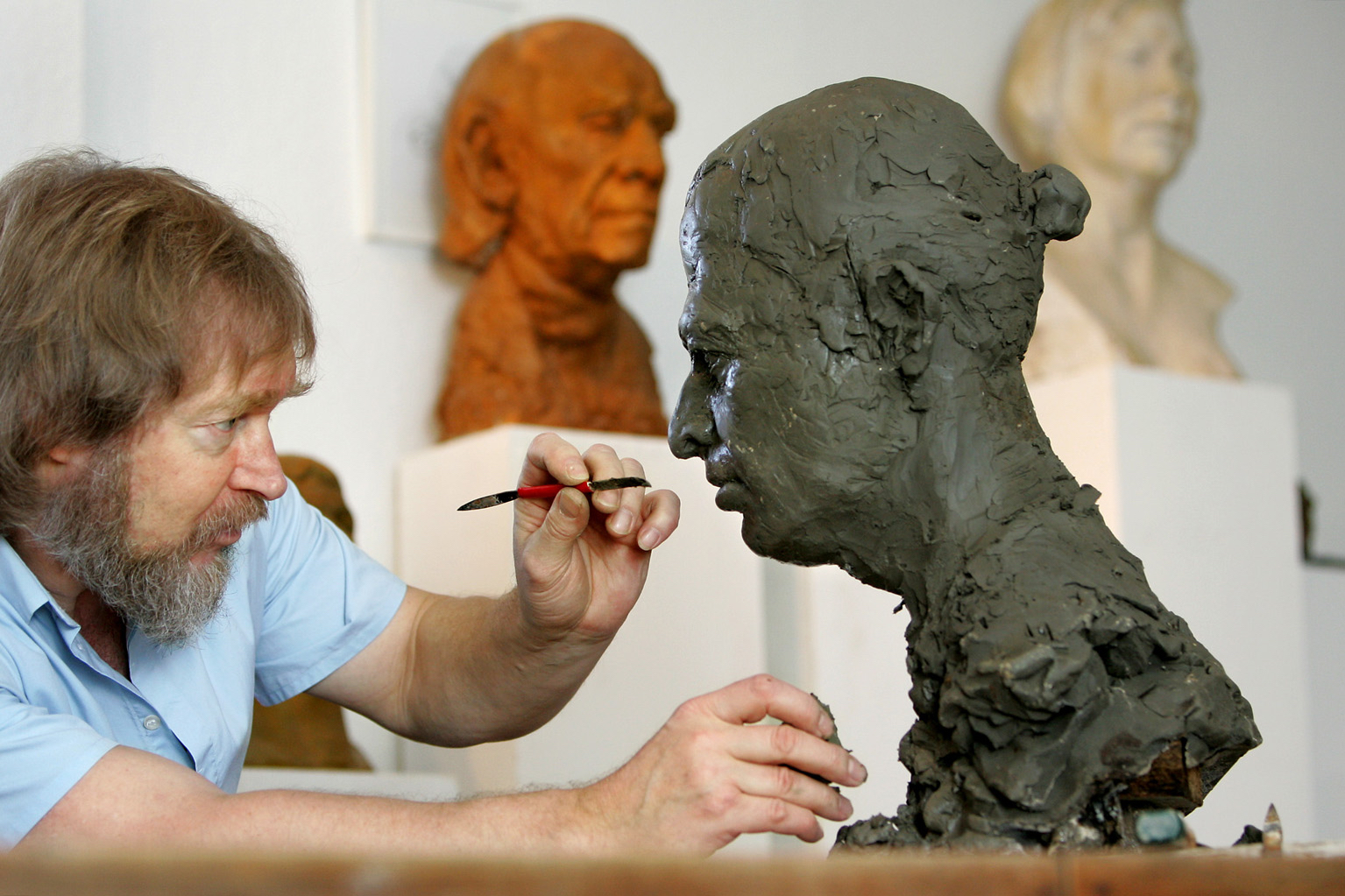
Gautam, 2005

Gautam, eigentlich Herbert Kleinbruckner, geb. Herbert Nöldemann (* 9. November 1949 in Dortmund) ist ein deutscher Bildhauer und Grafiker.

## Leben
Kleinbruckner arbeitete zunächst als Elektriker, Schlosser, Soldat, Fernfahrer, Kundendienstmonteur, Schiffselektriker, Baumonteur und 4 Jahre im Messebau. Mit  26 Jahren begann er ein Studium (Plastik, Aquarell und Video) in Bremen.
Als Sechzigjähriger machte er das zweite Staatsexamen und wurde Lehrer für Gymnasien und Gesamtschulen. Er arbeitet als freier Künstler. Er hat einen Lehrauftrag am privaten Gymnasium Schloss Wittgenstein in Bad Laasphe.
Er war Vorstandsmitglied in der Wittgensteiner Kunstgesellschaft (WKG) bis Ende 2023 und ist Mitglied des BBK Bonn Rhein-Sieg e.V.

## Ausstellungsbeteiligungen
Gautam war u. a. in Bad Berleburg an Ausstellungen beteiligt.

## Werke im öffentlichen Raum (Auswahl)

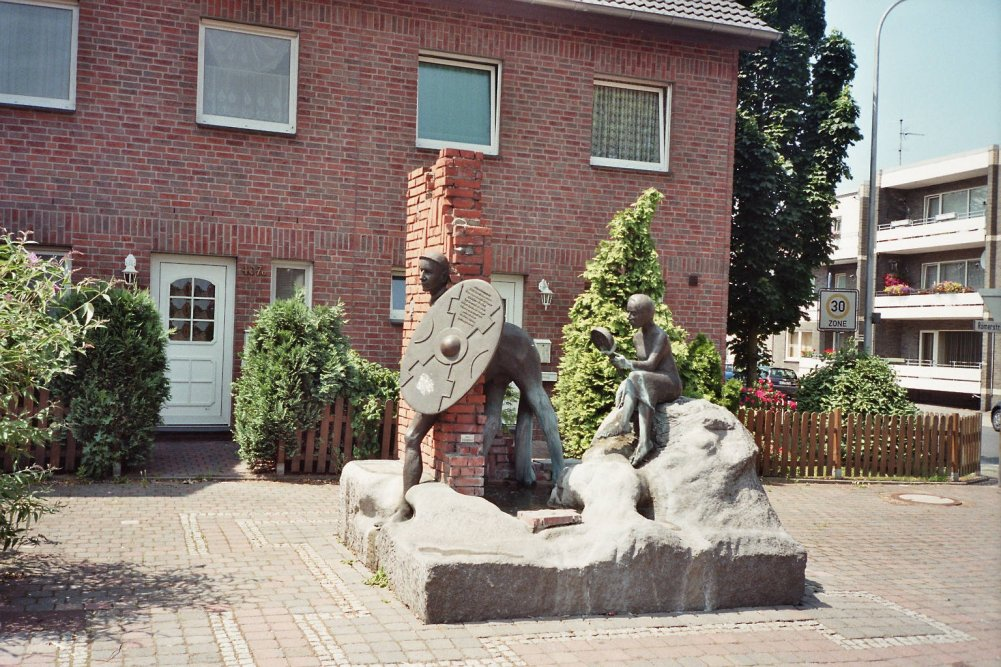
Der Römerbrunnen in Moers Asberg
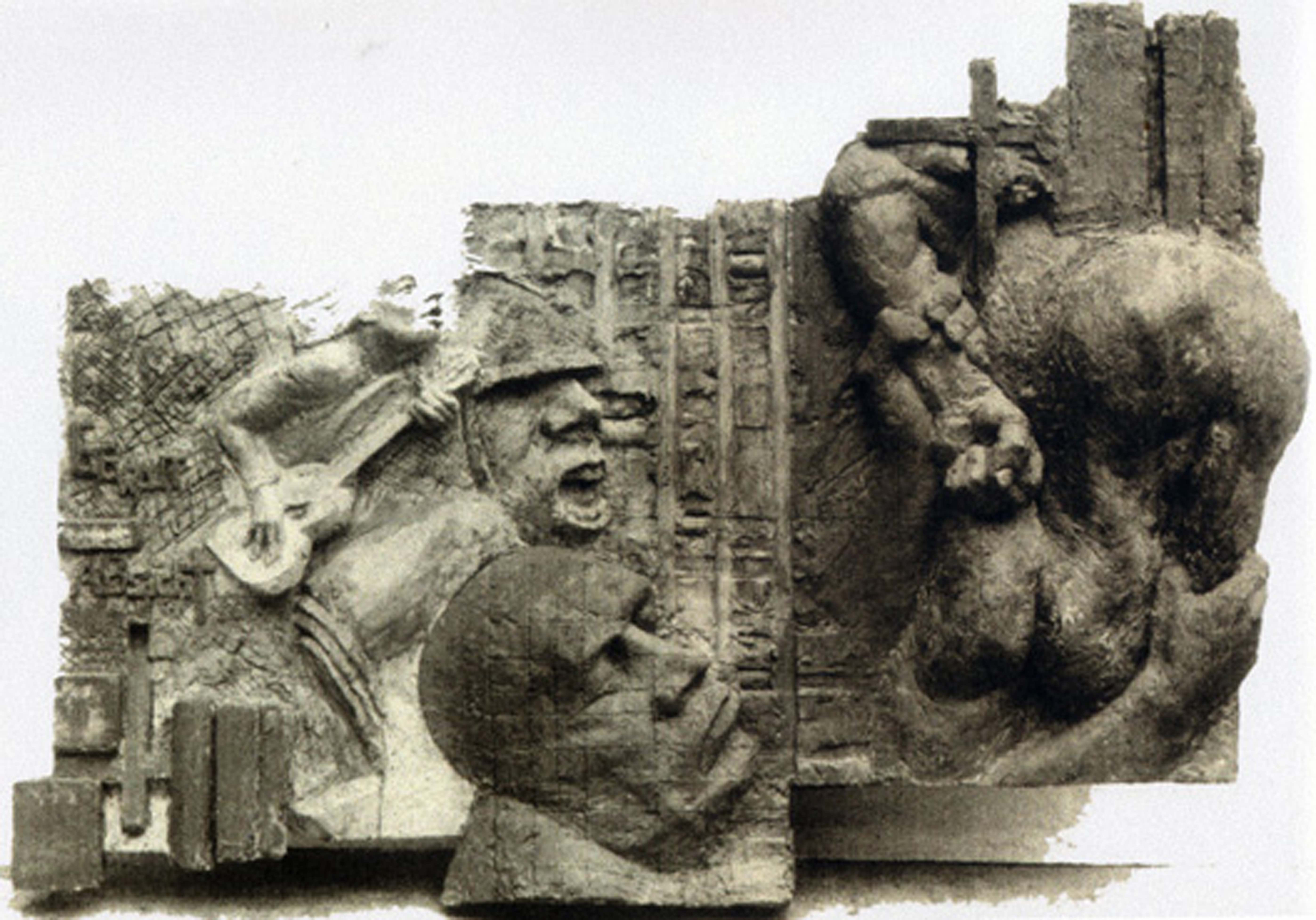
Relief „Frieden Krieg“
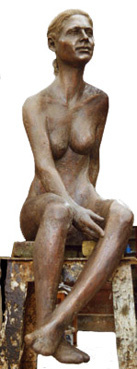
Stefanie, Bronze
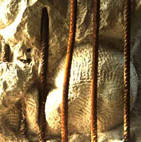
„Faschismus“

- 1984: Ankauf des Reliefs Krieg und Frieden durch das Kulturamt Osnabrück
- 1989/1990: Faschismus; Sandstein, in Braunschweig
- 1998: Römerbrunnen in Moers-Asberg
- 2002–2003: Stefanie, Bronze, Kelheim
- 4 Bildhauersymposien u. a. in Bremen 1982, 2 × im Kloster Weltenburg (Minerva, Tugendsäule) 1995/96, Hamm Westfalen im Maximilianpark 1985

## Öffentliche Projekte
- 2007: Schulhofprojekt mit der Albert-Schweitzer-Schule in Moers[5]
- 2000: Gründung der Kunstetage Moers mit Ingo Plückhahn[6]
- 2018 „Kommunikation“, Auerkalkstein vor dem Rathaus in Kirchhundem[7][8]

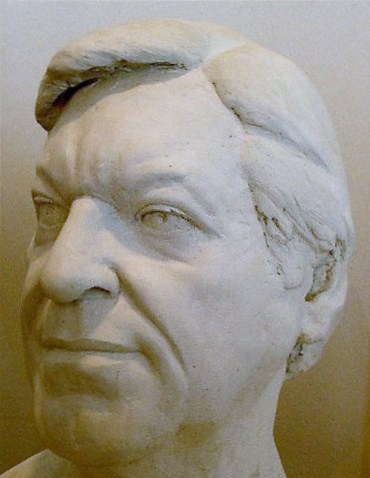
Büste von Claus Spahn, Porträt anlässlich des Abschieds von Helmut Pfleger und Vlastimil Hort von Schach der Großmeister 2005, von Bildhauer Gautam

## Veröffentlichungen, Beteiligungen in Katalogen, Büchern, TV und Radio
- WDR TV 2005: Anlässlich des Abschieds der Sendung Schach der Großmeister schenkte der WDR Vlastimil Hort und Helmut Pfleger die von Gautam modellierten Porträts der beiden Großmeister[9]
- Illustrationen im Buch von Bernd Stremmel: Alte Straßen und Wege in Wittgenstein. Verlag Bernd Stremmel, 2014. (online).
- Illustration des Umschlages des Buches Mords-Stünzel von Wolfgang Breuer, erschienen Oktober 2017 im Verlag ratio-books, ISBN 978-3-96136-021-5 (online)
- Bericht in Lokalzeit, WDR, 9. Mai 2019 Bericht (Seite nicht mehr abrufbar, festgestellt im August 2024. Suche in Webarchiven)
- Zeitnomaden von Tina Heitkamp und Andreas Ahnefeld 1990 Verlag Kulturbogen ISBN 3-9802572-0-7, Seite 186 „Bildhauerei“ Artikel von Gautam
- Cover-Gestaltung des Buches Am Fenster von Wolfgang Breuer; ISBN 978-3-96136-090-1, E-Book: ISBN 978-3-96136-091-8, ratio-books, erschienen Winter 2020; (online)

## Wettbewerbe
- 1993: Gedenkstätte auf dem Gelände der ehemaligen Synagoge in Schwerte, Endjury (254 Teilnehmer)[10]
- 1997: Brunnenwettbewerb in Moers Asberg, 1. Platz
- 1997: Mahnmal für die Familie Leiss in Moers Meerbeck, 1. Platz[11]
- 1985: Teilnahme an dem Wettbewerb zur Neugestaltung des Börneplatzes (ehemaliges Zentrum der Juden), über 600 Teilnehmer, 20. Platz, Dokumentation über den Verlauf des Wettbewerbes, Herausgegeben von der Stadt Frankfurt...